# Antoni Linzmeier
Antoni Linzmeier (rum. Antonie Linţmaier) – polski działacz społeczny w Rumunii, w latach 1990–1992 członek Izby Deputowanych z ramienia Związku Polaków w Rumunii „Dom Polski”, pierwszy reprezentant mniejszości polskiej w rumuńskim parlamencie. 

## Życiorys
Pochodził z Wikszanów (Rudy). W okresie 1990–1992 zasiadał w Izbie Deputowanych jako przedstawiciel Związku Polaków w Rumunii „Dom Polski” z okręgu Prahova. Był członkiem Komisji Praw Człowieka, Mniejszości Narodowych oraz Spraw Wyznaniowych oraz rumuńsko-polskich, rumuńsko-greckich, rumuńsko-izraelskich i rumuńsko-bułgarskich grup parlamentarnych. 